# Wolhynisch-Podolische Platte
Die Wolhynisch-Podolische Platte (851) (polnisch Wyżyna Wołyńsko-Podolska; ukrainisch Волино-Подільська височина) ist eine geomorphologische Region im Westen der Ukraine, sie entspricht nicht der Podolischen Platte.

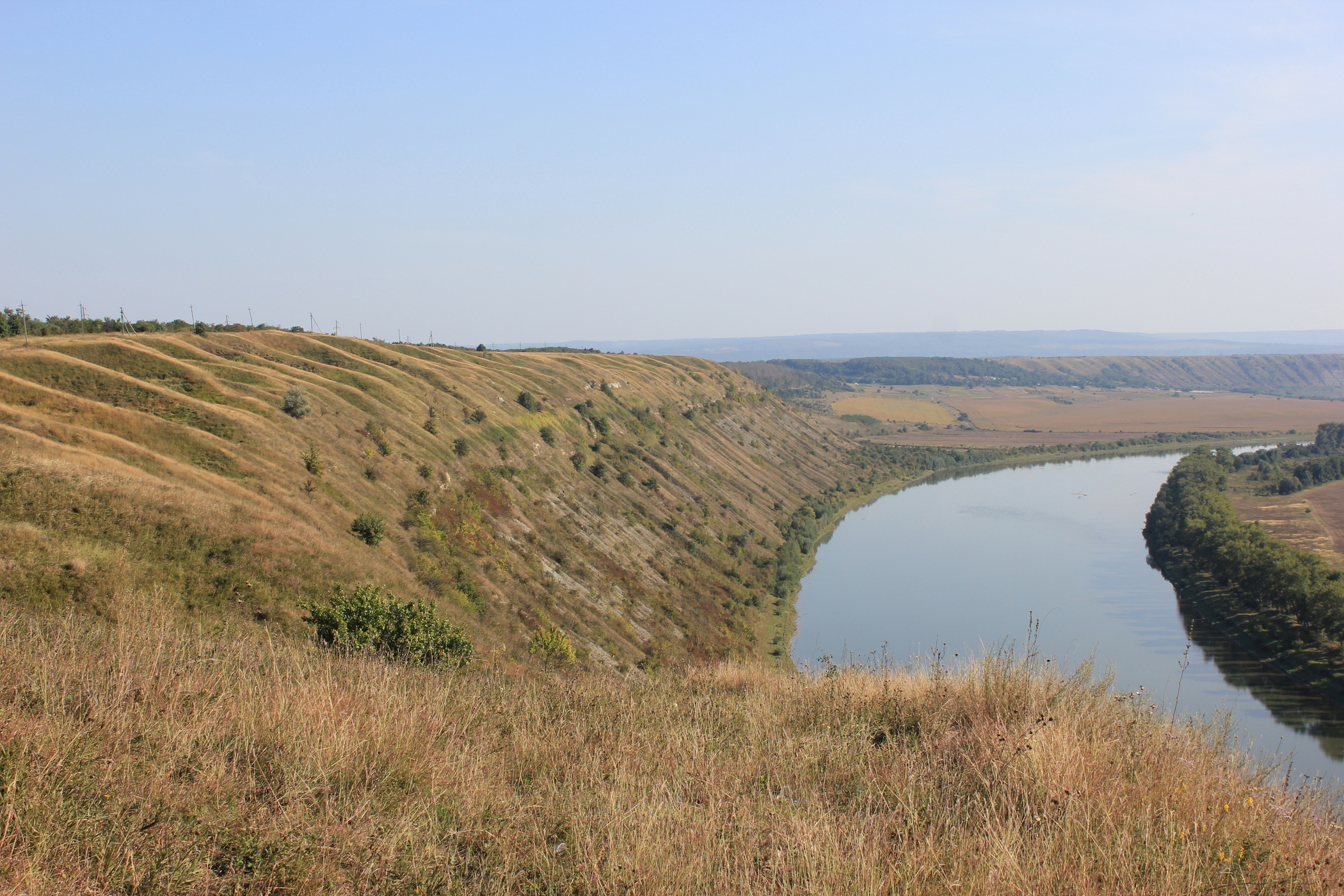
Einschnitt des Dnister in die Podolische Platte

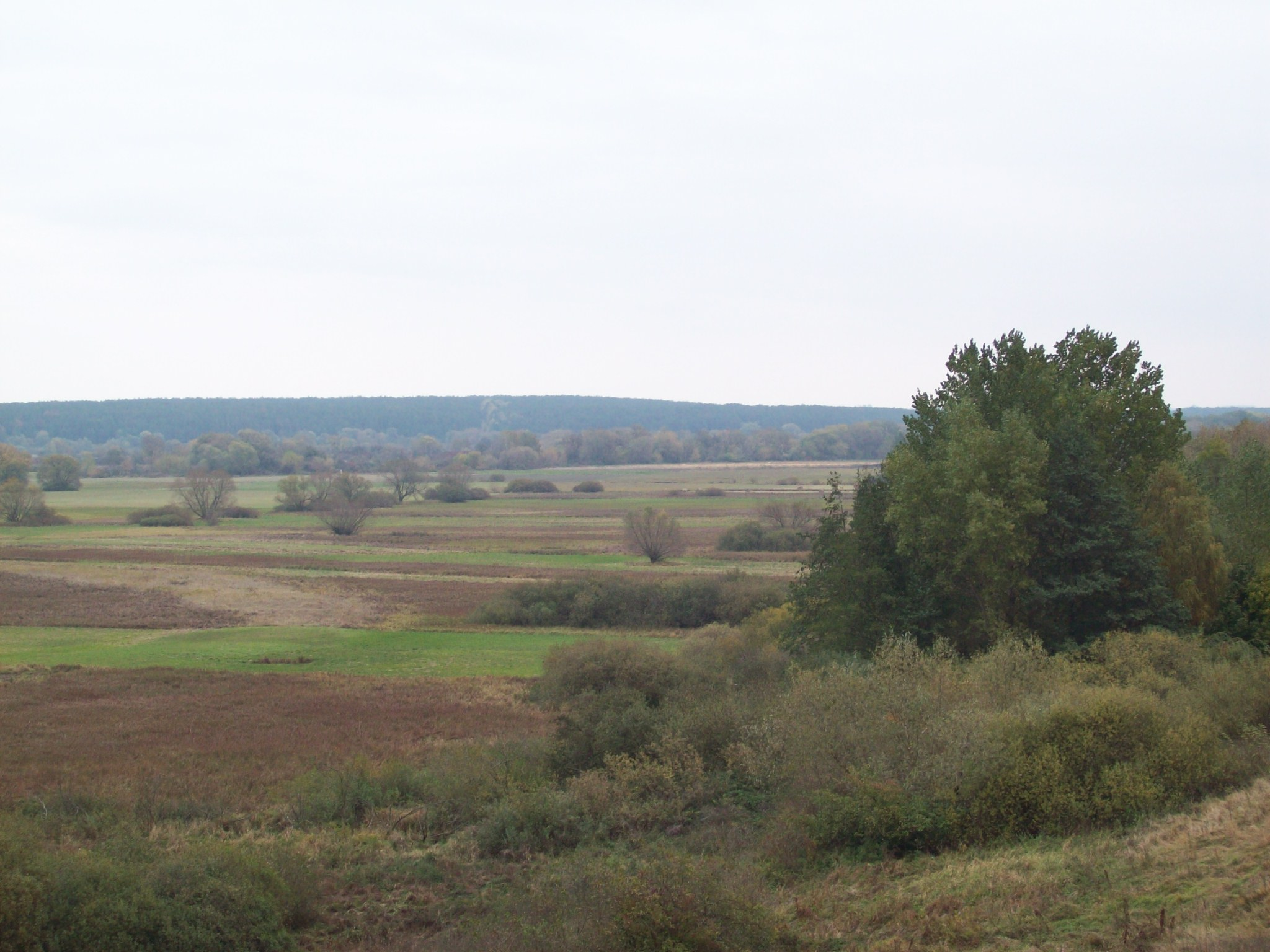
Polnisch-ukrainische Grenzlandschaft am Bug

## Geomorphologische Gliederung
Die Region erstreckt sich vom Osten der Woiwodschaft Lublin über die Westukraine bis zum Dnister im Süden. Sie ist Teil der übergeordneten, geomorphologischen Region der Wyżyny Ukraińskie (Ukrainische Platte) (85), die wiederum zur Großlandschaft bzw. Megaregion der Osteuropäischen Ebene (Nizina Wschodnioeuropejska, 8) gehört.
8 Nizina Wschodnioeuropejska (Osteuropäische Ebene)
85 Wyżyny Ukraińskie (Ukrainische Platte)
851 Wyżyna Wołyńsko-Podolska (Wolhynisch-Podolische Platte)
Die Region der Wolhynisch-Podolische Platte (815) gliedert sich in die zwei folgenden Makroregionen (815.1–2), die wiederum in Mesoregionen untergliedert sind:
851.1 Wyżyna Wołyńska (Wolhynische Platte)
851.11 Grzęda Horodelska
851.12 Kotlina Hrubieszowska
851.13 Grzęda Sokalska
851.2 Kotlina Pobuża (Podbuż-Becken)
851.21 Równina Bełska

## Beschreibung
Die Wyżyna Wołyńsko-Podolska ist ein Hochland bzw. eine geneigte Platte, die mit einer dicken Lößschicht bedeckt ist. Die höchste Erhebung ist mit 471 Metern n.p.m. die Kamula (ukr. Камула; poln. Kamuła) des Holohory-Kremenez-Gebirgskamms (Gołogóry). Der Berg ist der höchste Punkt von Podolien und gleichzeitig die höchste Erhebung zwischen den Karpaten und dem Ural. Er ist mit Buchenwald bedeckt. Die Flüsse schneiden tiefe Täler in die Landschaft. An ihren Steilhängen hat sich die natürliche Steppenvegetation erhalten.
Die größte Stadt des Gebiets ist das in den Nordwestausläufern des Hochlands gelegene Lwiw (Lemberg). Weitere bedeutende Städte der Region sind Ternopil und Winnyzja.